# Рада Рајић Ристић
Рада Рајић Ристић (Сена, 2. октобар 1964) српска je новинарка, књижевница и преводилац из Вићенце.

## Биографија

### Образовање и каријера
Рада Рајић Ристић је рођена у насељу Сена код Кучева, а у Италији живи и ради од 1990-их година. Дипломирала је српскохрватски језик и југословенску књижевност на Филолошком факултету Универзитета у Београду, а звање мастера за питања имиграције стекла је на Универзитету „Ка Фоскари” у Венецији (итал. Università Ca' Foscari Venezia). Одређено време радила је као наставник италијанског језика у основној школи и преводилац у државним и међународним установама. Данас предаје српски језик у касарни „Кадорин” у округу Тревизо, из које се шаљу војници у мировне мисије на Косово и Метохију. Такође, ради и на поословима превођења за судове у Падови, Вићенци и Венецији. Од 2000. до данас се у префектури бави питањима интеграције српске имиграције.
Од 1991 до. 1992. године била је дописник дневног листа „Политика експрес”, а од 2000. до 2006. часописа „Cittadini dappertutto” из Падове. Потом 2017. постаје дописник „Вести” из Франкфурта на Мајни, што је и данас. Истовремено, дописник је и часописа „Voci di Pace” из Сан Марина, али и сарадник редакције Програма за дијаспору Радио-телевизије Србије.
Активан је учесник културног живота Вићенце и регије Венето, али и суседне Швајцарске. Неретко је члан жирија на разним литерарним конкурсима и такмичењима, на којима представља и своју матицу Србију тежећи да гради међукултурне мостове. Организатор је трибина и конференција о српској култури и књижевности у италијанским институцијама, али и иницијатор курсева за учење српског језика деце имиграната.
Члан је Удружења новинара Србије, Међународне федерације новинара, Удружења књижевника Србије, Савеза српских културно-уметничких друштава „Видовдан” из Вићенце, стални члан Академије „Le tre castella” из Сан Марина и амбасадор за мир невладине организације „Universal Peace Federation”.
Увршћена је у „Лексикон писаца просветних радника” Миодрага Д. Игњатовића и Миливоја К. Трнавца, „Енциклопедију српске дијаспоре – Срби у европским земљама” Марка Лопушине. и „Енциклопедију националне дијаспоре” Ивана Калаузовића Ивануса, у чијем настајању учествује као сарадник.
Живи у Вићенци са супругом Дамиром и сином Лазаром.

## Књижевни рад
Рада Рајић Ристић је аутор деветнаест двојезичних (српско-италијанских) збирки песама и две књиге сабраних текстова које је објављивала у Франкфуртским „Вестима”. Њена дела увршћена су у тридесет осам антологија писаца у Италији, Србији, Босни и Херцеговини, Швајцарској, Румунији и Канади. Објавила је и три стручна рада у два зборника Високе школе за васпитаче струковних студија у Алексинцу.
Њене песме, али и радови на тему интеграција тема су дипломских и постидпломских радова италијанских ученика и студената, о чему редовно пише и тамошња штампа.
Са Божицом Бобом Недељковић и Татјаном Дујовић Павловић основала је поетски трио „У три речи”, на чијем су репертоару песме на више језика.
На италијански језик је превела бајке Гроздане Олујић, чији су романи били тема њеног дипломског рада и коју је увек сматрала својим узором.
Песме Раде Рајић Ристић преведене су и на хинди и панџаби.

### Дела (избор)
- Мирис носталгије – поезија, двојезично: на српском и италијанском (Књиготека, Београд, 2001)
- Сан боје мира – поезија, двојезично: на српском и италијанском (Гносос, Београд, 2002)
- Мост међу душама – поезија, двојезично: на српском и италијанском (Гносос, Београд, 2003) – коаутор: Карла Галван
- У име живота – поезија, двојезично: на српском и италијанском (Гносос, Београд, 2003)
- Србија у срцу – поезија, двојезично: на српском и италијанском (Гносос, Београд, 2004) – коаутори: Карла Галван, Марио Паван и Антонио Зулато
- На границама сећања – поезија, двојезично: на српском и италијанском (Београд, 2009) – коаутори: Карла Галван и Амедеа Регацо
- Под небом Србије – поезија, тројезично: на српском, италијанском и немачком (Београд, 2010) – коаутори: Карла Галван и Тодора Шкоро[19]
- Речи на путу – поезија, двојезично: на српском и италијанском (Етностил, Београд, 2012) – коаутор: Роберта Ђунки
- Латице душе – поезија, тројезично: на српском, италијанском и немачком (Етностил, Београд, 2013) – превод на немачки: Жељко Кнежевић[20]
- Осмех судбине – поезија, тројезично: на српском, италијанском и немачком (Етностил, Београд, 2015) – коаутори: Карла Галван и Жељко Кнежевић
- Зов огњишта – поезија, двојезично: на српском и италијанском (Етностил, Београд, 2017) – коаутори: Карла Галван, Жељко Кнежевић и Снежана Шолкотовић[21]
- Зора живота – поезија, двојезично: на српском и италијанском (Београд, 2018) – коаутор: Снежана Шолкотовић
- Варнице наде – поезија, двојезично: на српском и италијанском (Етностил, Београд, 2018) – коаутори: Карла Галван и Рената Филипи[22]
- Дуга љубави – поезија, двојезично: на српском и италијанском (Београд, 2019) – коаутори: Снежана Шолкотовић и Владан Ракић[23][24]
- Комад неба – поезија, петојезично: на српском, италијанском, немачком, влашком и руском (Либер, Београд, 2021) – коаутор: Татјана Дујовић[25]
- Пријатељство без граница – збирка текстова из листа „Вести”, двојезично: на српском и италијанском (Сунчани брег, Београд, 2023)[3]
- Поглед у живот – поезија, двојезично: на српском и италијанском (Центар за културу „Врачар”, Београд, 2024) – коаутор: Карла Галван
- Честице љубави – поезија, двојезично: на српском и италијанском (Центар за културу „Врачар”, Београд, 2024) – коаутори: Емилија Чолак и Карла Галван
- Срце – колевка пријатељства – новински текстови – збирка текстова из листа „Вести”, двојезично: на српском и италијанском (Центар за културу „Врачар”, Београд, 2024)
- Замрзнути тренуци – поезија, двојезично: на српском и италијанском (Центар за културу „Врачар”, Београд, 2024) – коаутори: Зоран Јовановић и Татјана Павловић
- У сазвежђу пријатељства – збирка текстова из листа „Вести”, двојезично: на српском и италијанском (Центар за културу „Врачар”, Београд, 2025)

## Награде и признања
- Друга награда часописа „Scena illustrata” на међународном поетском конкурсу (Рим, 1998)
- Прва награда на општинском конкурсу за песму „Пенелопа” (Вићенца, 2000)
- Признање Конзулата Савезне Републике Југославије у Трсту за пружену помоћ домовини током Нато бомбардовања (Трст, 2000)
- Признање „Кључеви осмеха” Фондације „Cesar” за међународну солидарност (Рим, 2001)
- Награда „Кочићево перо” за књигу „Мост међу душама” (Бања Лука, 2004)
- Друга награда за песму „Сан боје мира” (Сан Марино, 2008)
- Прва награда удружења „Zacem” за песму „Тестамент за мога сина” (Савона, 2012)
- Прва награда за песму „Посвећено женама жртвама мржње и равнодушности” (Савона, 2014)
- Награда „Scalabrini” за причу (2014)
- Признање књижевног удружења „Константин Бранкуши” за међународни допринос књижевности (Темишвар, 2014)
- Награда „Scalabrini” за песму „Братство” (2016)[26]
- Награда „Scalabrini” за песму „Императив љубави” (2018)[27]
- Награда „Данијел Пиксијадес” Центра за културу „Врачар” за књигу „У сазвежђу пријатељства” (Београд, 2025)